# Càrn Bhac
Càrn Bhac är ett berg i Storbritannien.   Det ligger i kommunen Aberdeenshire och riksdelen Skottland, i den norra delen av landet, 600 km norr om huvudstaden London. Toppen på Càrn Bhac är 946 meter över havet, eller 185 meter över den omgivande terrängen. Bredden vid basen är 5,8 km.
Terrängen runt Càrn Bhac är huvudsakligen lite kuperad.Runt Càrn Bhac är det mycket glesbefolkat, med 7 invånare per kvadratkilometer. Närmaste större samhälle är Braemar, 12,9 km nordost om Càrn Bhac. Trakten runt Càrn Bhac består i huvudsak av gräsmarker.